# Amanita atkinsoniana
Amanita atkinsoniana, también conocida como amanita de Atkinson, es una especie de hongo de la familia Amanitaceae. El cuerpo del fruto es de color blanco a parduzco, con sombreros de hasta 12,5 centímetros (5 pulgadas) de diámetro, y tallos de hasta 20 cm (7 3⁄4 pulgadas) de largo. La superficie del sombrero está cubierta de verrugas cónicas de color marrón.
Esta seta se encuentra en el noreste, sureste y sur de Estados Unidos, así como en el sur de Canadá, donde crece solitaria o en pequeños grupos sobre el suelo en bosques mixtos. Aunque no se sabe que sea venenosa, no se recomienda su consumo.

## Taxonomía
La especie fue descrita por primera vez por el botánico estadounidense William Chambers Coker en 1917, en su monografía de las Amanitas del este de Estados Unidos. La descripción de Coker se basaba en varios especímenes que había recogido en diversas localidades de Carolina del Norte en septiembre y octubre de 1914. El nombre específico honra a George Atkinson, un micólogo de la Universidad de Cornell que recolectó y describió hongos en el sur y el este de Estados Unidos a finales del siglo XIX. En 1952, Marcel Locquin optó por situarla en el género Armillaria como Armillaria atkinsoniana, pero este cambio no fue adoptado por autores posteriores.
A. atkinsoniana está clasificada en el género Microlepsis de la subsección Solitariae, en la sección Lepidella del género Amanita. Las especies de la subsección Solitariae se distinguen por varias características: una volva compuesta de estructuras celulares de forma variable; hileras de células grandes cilíndricas a delgadas en forma de garrote que nunca son dominantes; un tallo que suele tener una base bulbosa y restos de la volva en la superficie que se concentran hacia la base; la volva no es membranosa ni casi membranosa, nunca forma un limbo en la base del tallo, y tampoco forma manchas en la superficie del sombrero, donde la capa externa consiste en hifas presionadas contra la superficie.

## Descripción
El sombrero de A. atkinsoniana mide entre 6 y 12,5 cm (2 1⁄4 -5 pulgadas) de ancho y, dependiendo de su edad, su forma varía de convexa a aplanada, a veces con una depresión central poco profunda. Su color puede variar de blanquecino a blanco amarillento, gris parduzco, naranja parduzco a marrón grisáceo, y es más claro en el borde. La superficie del capuchón está cubierta de restos del velo universal en forma de pequeñas verrugas cónicas de color marrón rojizo a marrón grisáceo, fáciles de eliminar.

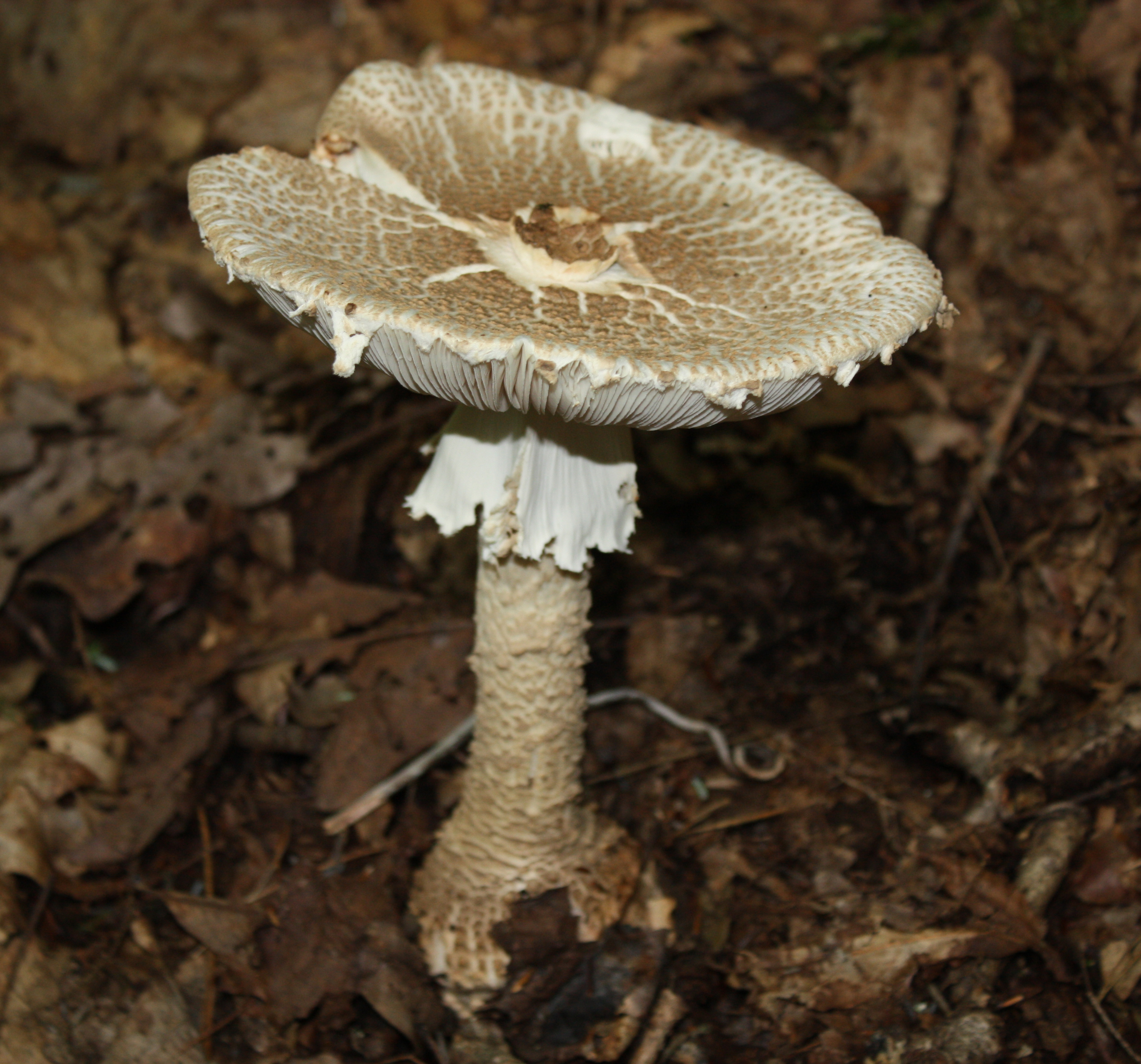
Este cuerpo frutal maduro tiene un sombrero plano-convexo; el borde tiene manchas flocosas, que son restos del velo parcial.

Al acercarse al borde del sombrero, las verrugas se convierten gradualmente en pequeñas manchas de aspecto lanoso. El borde del sombrero es liso o presenta débiles estrías que reflejan las láminas subyacentes, y tiene restos de velo parcial colgando a lo largo del borde. Las láminas no están unidas al tallo, están juntas o amontonadas, son moderadamente anchas, de color blanco amarillento y a veces presentan una ligera mancha rojiza. Las lamélulas (branquias cortas que no se extienden completamente desde el borde del sombrero hasta el tallo) son de truncadas (cortadas bruscamente) a atenuadas.
El tallo mide 8-20 cm (3+1⁄4-7+3⁄4 pulgadas) de largo y 1-2,5 cm (1⁄2-1 pulgadas) de ancho, igual o estrechándose ligeramente hacia el ápice, blanquecino y de flocoso a liso. El bulbo basal tiene forma de garrote, ventricoso-fusiforme o de nabo, redondeado o puntiagudo, generalmente cubierto de anillos de escamas pardo-rojizas o verrugas de restos de velo universal, que a menudo se extienden por el tallo a corta distancia. El velo universal en la base del tallo es bastante inusual en Amanita, ya que forma verrugas que se extienden casi hasta el fondo del bulbo. El tallo a menudo se enraíza en el suelo debajo del bulbo con un cordón alargado de micelio conocido como pseudorhiza. El velo parcial forma un anillo que es algo membranoso, frágil a moderadamente persistente, y de color blanco amarillento a amarillo pálido. Finalmente, a medida que el hongo madura, se derrumba sobre el tallo formando una fina membrana. La carne es blanca, con un débil olor a cloro.

### Características microscópicas

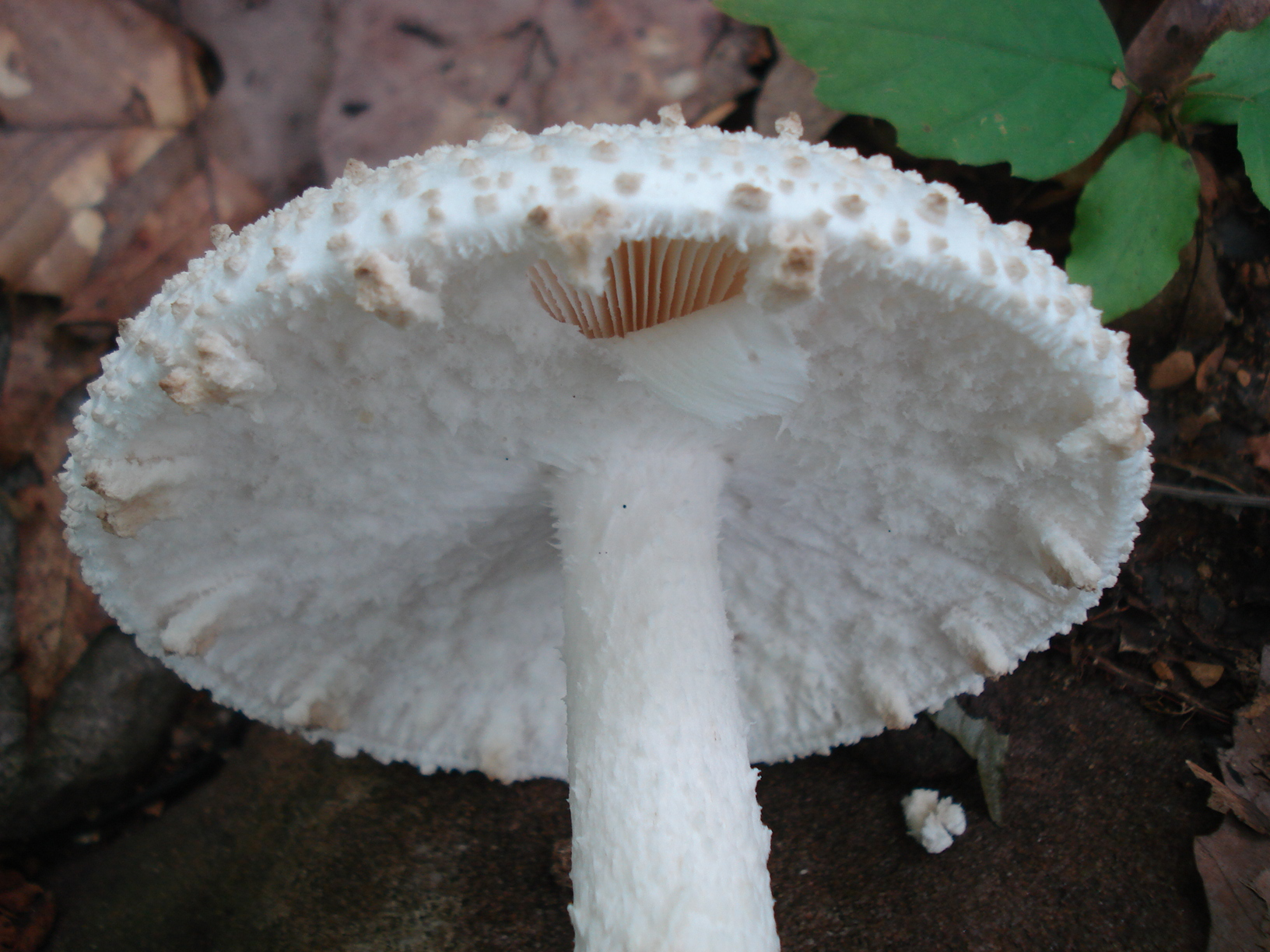
Un velo parcial cubre las branquias en desarrollo de los cuerpos fructíferos jóvenes.

La esporada es blanca. Las esporas son de elipsoides a alargadas, hialinas (translúcidas), de paredes finas y tienen unas dimensiones de 9-12,5 por 5,5-8 μm. Son amiloides, lo que significa que absorben yodo cuando se tiñen con el reactivo de Melzer. Los basidios (células portadoras de esporas) miden 35-60 por 7-13,5 μm, tienen forma de garrote, cuatro esporas y abrazaderas en sus bases. Los queilocistidios (cistidios que se encuentran en el borde de las branquias) miden 15-45 por 10-30 μm, tienen forma elipsoide o de garrote y son abundantes. La cutícula del sombrero tiene un grosor de hasta 165 μm, y está formada por hifas entrelazadas a radiales, de 2,5-8 μm de diámetro, de ligera a fuertemente gelatinizadas. El velo universal del sombrero está formado principalmente por células de aproximadamente esféricas a elipsoides, pero también con forma de garrote y alargadas, de hasta 75 por 40 μm, dispuestas en cadenas cortas y terminales e hifas relativamente escasas, de 3-7,5 μm de diámetro. En la base del tallo, el tejido del velo universal es muy similar al del sombrero. En las hifas hay conexiones en pinza.

### Especies similares

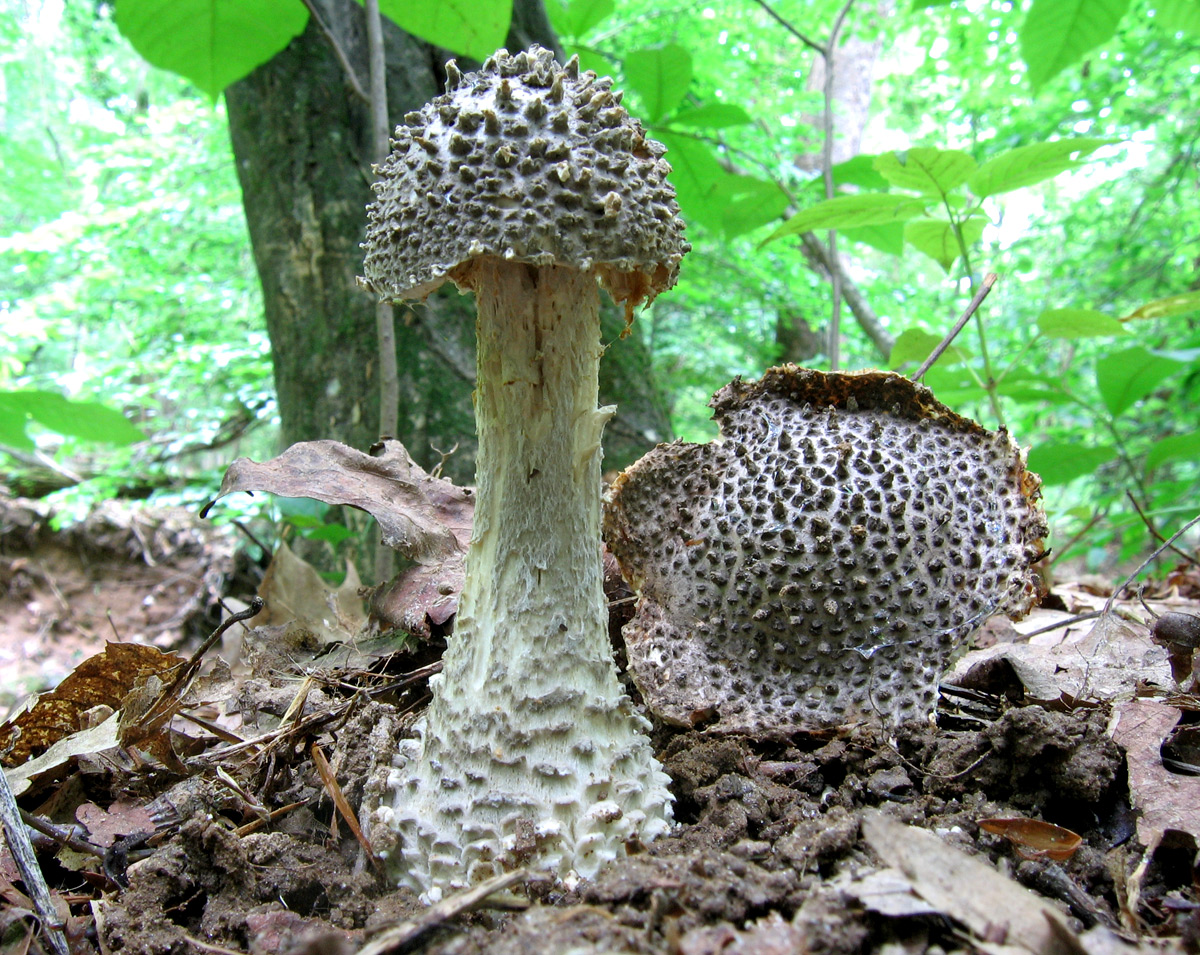
Amanita onusta es una especie potencialmente parecida.

Por el color de la volva, A. atkinsoniana se parece a A. onusta, que se diferencia de A. atkinsoniana por los cuerpos fructíferos de tamaño pequeño a mediano con un velo grisáceo como verrugas de color gris oscuro a gris parduzco y un bulbo basal que suele estar algo enraizado. A veces, los cuerpos fructíferos de A. atkinsoniana se confunden con los de A. microlepsis, que se distinguen por la presencia de restos volovales de color marrón rojizo a marrón grisáceo y el bulbo con raíces de A. atkinsoniana.

## Distribución y hábitat
Los cuerpos fructíferos de la Amanita atkinsoniana crecen en el suelo en bosques mixtos de coníferas y caducifolios. Se han recolectado en Alabama, Georgia, Massachusetts, Maryland, Míchigan, Carolina del Norte, Nueva Jersey, Nueva York, Pensilvania, Tennessee, Texas, Virginia, Vermont y Virginia Occidental. Una guía de campo indica que prefiere asociarse con robles donde hay arbustos de arándanos (Vaccinium). El hongo también se ha recolectado en Quebec (Canadá). El sur de su área de distribución se extiende hasta el estado mexicano de Michoacán. El hongo fructifica con mayor frecuencia a finales del verano y en otoño, después de fuertes lluvias.

## Toxicidad
Pomerleau (1980) considera que la seta es "dudosamente comestible", mientras que Orson y Hope Miller, en su guía de campo de los hongos de Norteamérica, la catalogan como "posiblemente venenosa" (aunque también indican que no se han notificado casos específicos de toxinas de la especie), y recomiendan que, en general, no se consuma ninguna especie de Amanita del subgénero Lepidella. Roger Phillips cataloga la especie como no comestible.